# پیامدهای جنگ جهانی دوم
پیامدهای جنگ جهانی دوم (انگلیسی: Aftermath of World War II) شروع عصر جدیدی بود که به افول تمامی امپراتوری‌های استعماری اروپا و ظهور دو ابرقدرت نیرومند اتحاد جماهیر شوروی سوسیالیستی و ایالات متحده آمریکا در میان متفقین جنگ جهانی دوم تعریف می‌شود. طی جنگ جهانی دوم اتحاد جماهیر شوروی سوسیالیستی و ایالات متحده آمریکا به دو رقیب در صحنه جهانی تبدیل شدند و بعدها این رقابت به جنگ سرد تبدیل شد. اصطلاح جنگ سرد هم به این خاطر بود که هیچگاه به صورتی آشکار به رویارویی گرم بین دو ابرقدرت منجر نشد اما در عوض دوران جنگ سرد با جاسوسی، براندازی سیاسی و جنگ نیابتی مشخص می‌شود. اروپای غربی و ژاپن از طریق طرح مارشال آمریکا بازسازی شدند، در حالی که اروپای مرکزی و شرقی در زیر حوزه نفوذ اتحاد جماهیر شوروی و سرانجام در پشت «پرده آهنین» قرار گرفتند. اروپا به بلوک غرب به رهبری ایالات متحده و بلوک دیگر بلوک شرق به رهبری اتحاد جماهیر شوروی تقسیم شد. در سطح بین‌المللی، قطب‌بندی‌ها با این دو جناح به تدریج تغییر کردند، به طوری که برخی از ملل سعی داشتند از طریق جنبش عدم تعهد (جنگ غیر متفقین) خارج از حیطه جنگ سرد باقی بمانند. جنگ سرد همچنین شاهد مسابقه تسلیحاتی (هسته ای) بین دو ابرقدرت بود. بخشی از علت آنچه جنگ سرد هیچگاه به جنگ «گرم» تبدیل نشد به همین مسئله برمی‌گردد که توانایی هسته‌ای اتحاد جماهیر شوروی و ایالات متحده علیه یکدیگر نابودی حتمی طرفین را در چشم‌انداز داشت و همین باعث اقدامات بازدارنده هسته ای علیه یکدیگر شد.
در نتیجه جنگ، متفقین سازمان ملل متحد را تشکیل دادند، سازمانی برای همکاری و دیپلماسی بین‌المللی، ارگانی مشابه لیگ ملل (جامعه ملل) تأسیس شد. اعضای سازمان ملل متحد برای جلوگیری از جنگ جهانی سوم توافق کردند دول متجاوز را مجازات کنند؛ بنابراین امپراتوری‌های افول کرده پیشین اروپای غربی، سازمان زغال‌سنگ و فولاد اروپا را تشکیل دادند، که بعداً به اتحادیه اقتصادی اروپا موسوم شد و در نهایت به اتحادیه اروپا فعلی تبدیل گردید. این تلاش در درجه اول برای جلوگیری از ایجاد جنگ دیگری بین آلمان و فرانسه با همکاری اقتصادی و ادغام و یک بازار مشترک برای منابع طبیعی مهم آغاز شد.
با پایان جنگ جهانی دوم رشد استعمارزدایی قدرتهای بزرگ برای اعطای استقلال به کشورها گسترش پیدا کرد و هند از بریتانیا، اندونزی از هلند، فیلیپین از ایالات متحده و تعدادی از دولت‌های جهان عرب در درجه اول از حقوق ویژه ای که در دوره پس از جنگ جهانی اول از طرف اعضای اتحادیه ملل به عنوان قیمومت در دست قدرتهای بزرگ بود رها شده و اغلب پیش از این به صورت دفاکتو وجود داشتند، گسترش یافت و همچنین استقلال ملتهای آفریقای سیاه با حرکتی کندتر به‌وجود آمد.
پس از جنگ جهانی دوم، شاهد افزایش نفوذ کمونیست‌ها در جنوب شرقی آسیا، و جمهوری خلق چین بودیم، زیرا حزب کمونیست چین در جنگ داخلی چین در ۱۹۴۹ در انقلاب کمونیستی چین به پیروزی رسید.